# セント・マシュー大聖堂
座標: 北緯38度54分22秒 西経77度2分24秒 / 北緯38.90611度 西経77.04000度

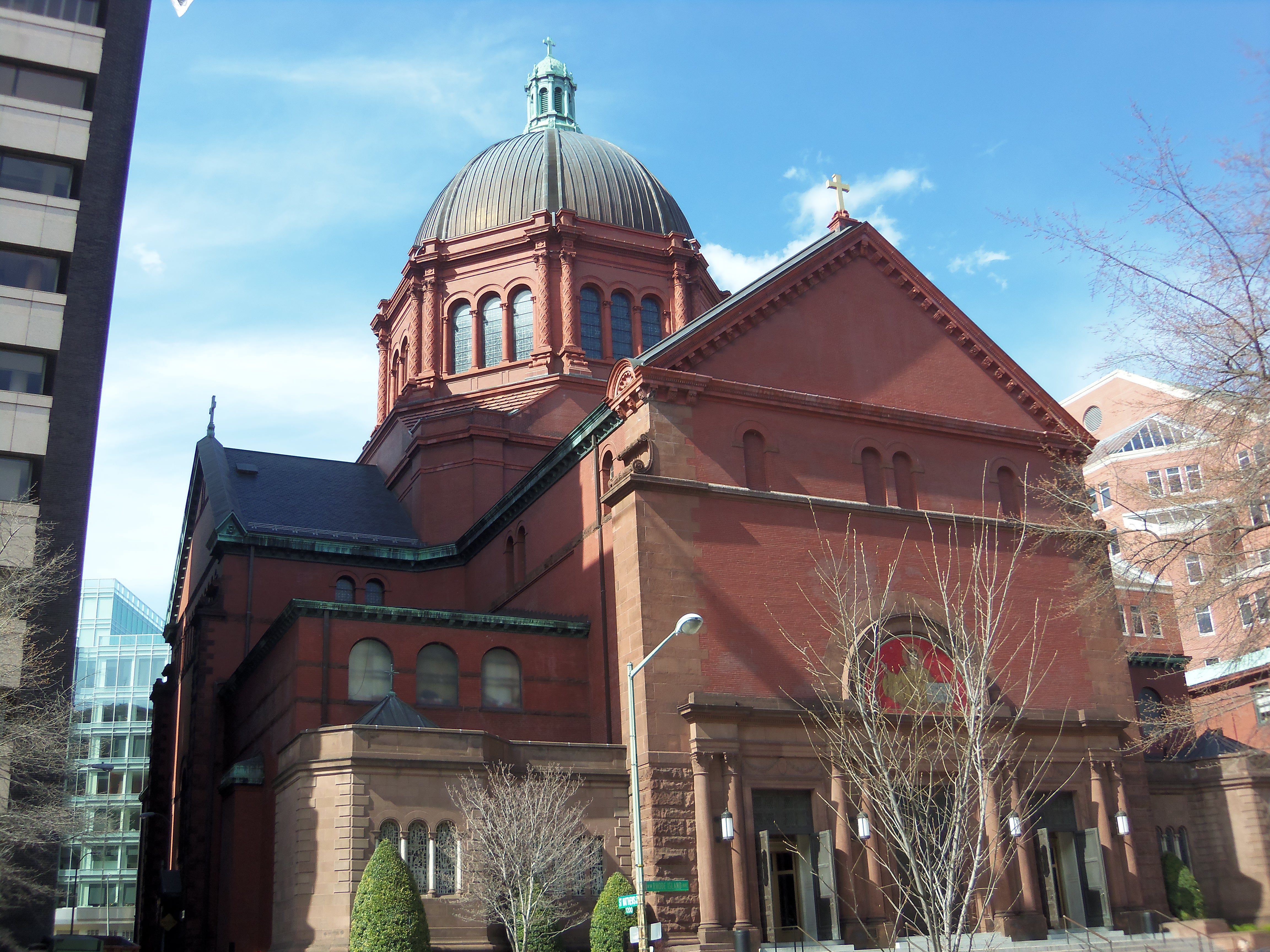
セント・マシュー大聖堂（ワシントンD.C.）

セント・マシュー大聖堂（セント・マシューだいせいどう、英語: Cathedral of St. Matthew the Apostle）、別名：使徒聖マタイ大聖堂は、アメリカ合衆国ワシントンD.C.にある大聖堂で、カトリック・ワシントンD.C.大司教区の司教座聖堂である。

## 概要

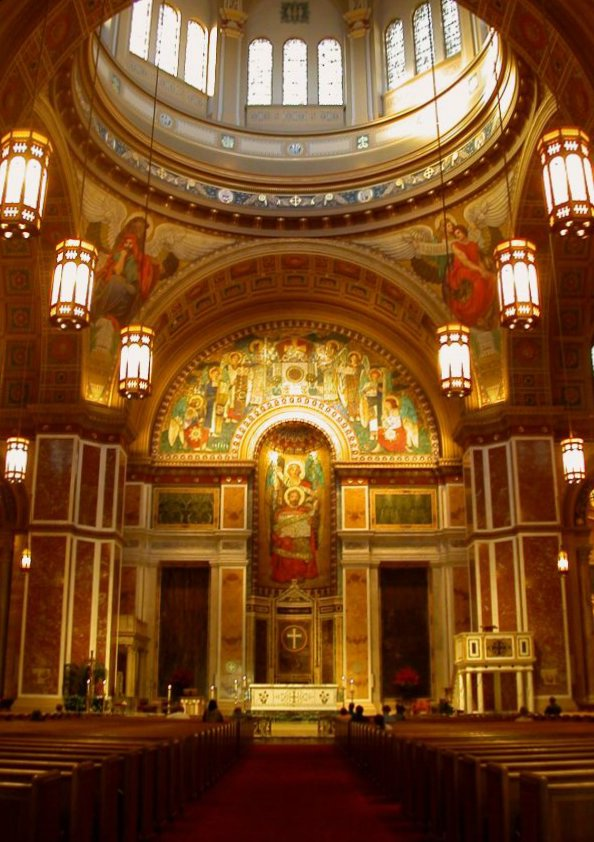
大聖堂の内部

セント・マシュー大聖堂は、イエス・キリストの使徒聖マタイ（英語名：セント・マシュー）が徴税人であったので、公務員の守護聖人となり、彼に捧げられている。この聖堂はワシントンD.C.の中心地であるホワイトハウスから、北へ7ブロック、それから西へ2ブロックという比較的近距離にある。
現在の建物は1893年から1913年にかけて建築され、1939年に聖別されて、その時にワシントンD.C.大司教区の司教座聖堂となった。設計はC.グラント・ラファージ（C. Grant LaFarge）で、ネオ・ビザンティン建築を加味したロマネスク・リヴァイヴァル建築である。1974年、アメリカ合衆国国家歴史登録財の指定を受けている。

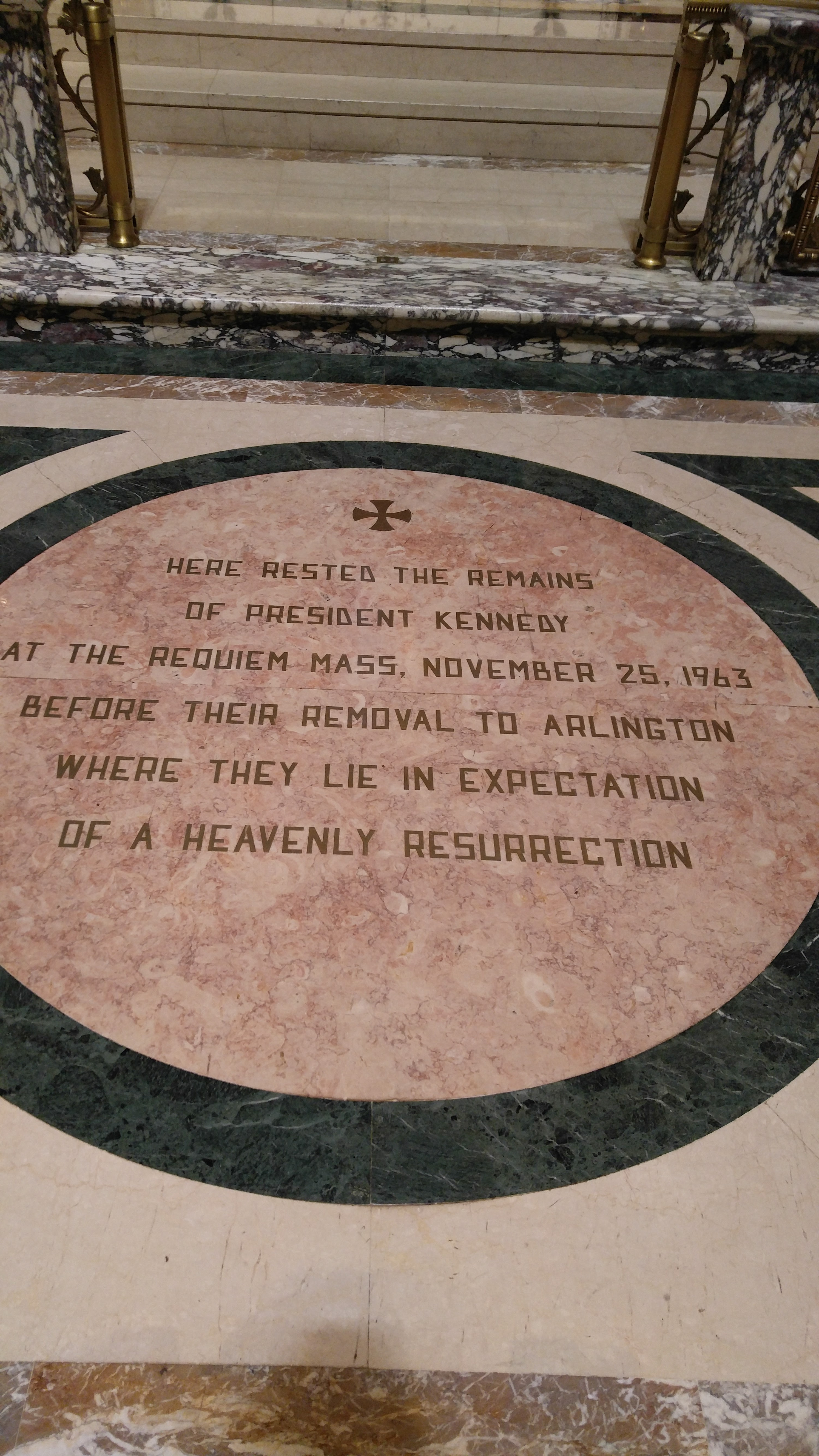
ケネディ大統領の国葬で彼の柩が置かれた場所

ワシントン大聖堂に次いで、アメリカ合衆国の要人の国葬が行われる所で、これまでフィリピンのマニュエル・ケソン初代大統領、ジョセフ・マッカーシー上院議員、ジョン・F・ケネディ大統領などの葬儀が行われた。ヨハネ・パウロ2世教皇の1979年ワシントンD.C.訪問では、ここでミサが行われた。ウィリアム・レンキスト連邦裁判所首席裁判官の葬儀もルーテル派で行われた。